# Вестон (округ Данн, Вісконсин)
Вестон (англ. Weston) — місто (англ. town) в США, в окрузі Данн штату Вісконсин. Населення — 574 особи (2020).

## Демографія
Згідно з переписом 2010 року, у місті мешкали 594 особи в 230 домогосподарствах у складі 161 родини. Було 251 помешкання
Расовий склад населення:
| - 94,8 % — білих - 2,7 % — азіатів - 0,8 % — вихідців з тихоокеанських островів - 0,5 % — корінних американців |

До двох чи більше рас належало 0,5 %. Частка іспаномовних становила 1,7 % від усіх жителів.
За віковим діапазоном населення розподілялося таким чином: 27,1 % — особи молодші 18 років, 59,8 % — особи у віці 18—64 років, 13,1 % — особи у віці 65 років та старші. Медіана віку мешканця становила 39,3 року. На 100 осіб жіночої статі у місті припадало 103,4 чоловіків;  на 100 жінок у віці від 18 років та старших — 106,2 чоловіків також старших 18 років.
Середній дохід на одне домашнє господарство  становив 75 743 долари США (медіана — 64 750), а середній дохід на одну сім'ю — 77 228 доларів (медіана — 67 857). Медіана доходів становила 51 429 доларів для чоловіків та 37 679 доларів для жінок. За межею бідності перебувало 5,5 % осіб, у тому числі 3,8 % дітей у віці до 18 років та 9,7 % осіб у віці 65 років та старших.
Цивільне працевлаштоване населення становило 339 осіб. Основні галузі зайнятості: освіта, охорона здоров'я та соціальна допомога — 19,2 %, виробництво — 18,9 %, будівництво — 13,9 %, сільське господарство, лісництво, риболовля — 12,7 %.